# Pjotr Velikij (film, 1910)
Pjotr Velikij (ryska: Пётр Великий, inofficiellt Peter den Store) är en rysk stumfilm från 1910, regisserad av Vasilij Gontjarov och den dansk-franske regissören Kai Hansen.
Även känd som "Zjizn i smert Petra Velikogo" (Peter den Stores liv och död) beskriver filmen höjdpunkterna i tsar Peter I:s liv.

## Rollista
- Pjotr Voinov – Peter den store
- Jevgenia Trubetskaja – Katarina I
- Natalia Van-der-Veide - tsarevnan – Sofia Aleksejevna
- A. Gorbatjevskij – bojaren Latysjkin
- Vladimir Karin – Lakot
- A. Slavin – bojaren Poltev
- Vladimir Markov – Peter I i sin ungdom [5]